# Pjesnički kutak
Pjesnički kutak je tradicionalni naziv za južni dio Westminsterske Opatije. Naziva se tako zbog količine pjesnika, dramatičara i književnika koji su pokopani u njemu.
Prva osoba koja je tu pokopana bila je slavni pjesnik Geoffrey Chaucer, no on nije pokopan tu zbog svoje slave kao pisac nego zbog svoje radne pozicije u Opatiji. No, podizanje grobnice Chauceru i pokop Edmunda Spensera 1599. započeli su tradiciju koja i danas traje unatoč tome što su tu pokopani i naki dekani i opati iz Westminstera. Tu je pokopan i Thomas Parr koji je po pričanju živio 152 godine dok nije umro 1635. nakon što je vidio 10 različitih vladara na prijestolju.
Pokop ili komemoracija nije se uvijek odvijala kratko vrijeme nakon smrti. Lord Byron naprimjer čijoj su se poeziji divili mnogi preminuo je 1824., a komemoraciju je dobio tek 1969. Čak i William Shakespeare koji je pokopan u Stratford-upon-Avonu 1616. nije dobio kip do 1740.
Nisu svi pjesnici cijenili komemoraciju i Weaslyev epitaf za Samuela Butlera, koji je umro u siromaštvu, nastavio je Butlerovim satiričnim tonom:
While Butler, needy wretch, was yet alive,
No generous patron would a dinner give;
See him, when starv'd to death, and turn'd to dust,
Presented with a monumental bust.
The poet's fate is here in emblem shown,
He ask'd for bread, and he received a stone.

## Pokopani
- Robert Adam
- Robert Browning
- William Camden
- Thomas Campbell
- Geoffrey Chaucer
- William Congreve
- Abraham Cowley
- William Davenant
- Charles Dickens
- Adam Fox
- John Dryden
- David Garrick
- John Gay
- Georg Friedrich Händel
- Thomas Hardy
- Dr Samuel Johnson
- Rudyard Kipling
- Thomas Macaulay
- John Masefield
- Laurence Olivier, Baron Olivier
- Thomas Parr
- Matthew Prior
- Richard Brinsley Sheridan
- Edmund Spenser
- Alfred Tennyson, 1st Baron Tennyson

## Dobili/le komemoraciju
- Jane Austen
- John Betjeman
- William Blake
- Charlotte Brontë
- Anne Brontë
- Emily Brontë
- Fanny Burney
- Robert Burns
- Samuel Butler
- Lord Byron
- Charles Lutwidge Dodgson (Lewis Carroll)
- Thomas Stearns Eliot
- Oliver Goldsmith
- Adam Lindsay Gordon
- Thomas Gray
- Robert Herrick
- Gerard Manley Hopkins
- Alfred Edward Housman
- Henry James
- John Keats
- Henry Wadsworth Longfellow
- Christopher Marlowe
- John Milton
- John Ruskin
- Walter Scott
- William Shakespeare
- Percy Bysshe Shelley
- William Makepeace Thackeray
- Dylan Thomas
- Anthony Trollope
- Oscar Wilde
- William Wordsworth